# Cordillera de San Buenaventura
Cordillera de San Buenaventura är en bergskedja i Argentina.   Den ligger i provinsen Catamarca, i den norra delen av landet, 1 200 km nordväst om huvudstaden Buenos Aires.
Trakten runt Cordillera de San Buenaventura är ofruktbar med lite eller ingen växtlighet. Trakten runt Cordillera de San Buenaventura är nära nog obefolkad, med mindre än två invånare per kvadratkilometer.